# Knifeworld

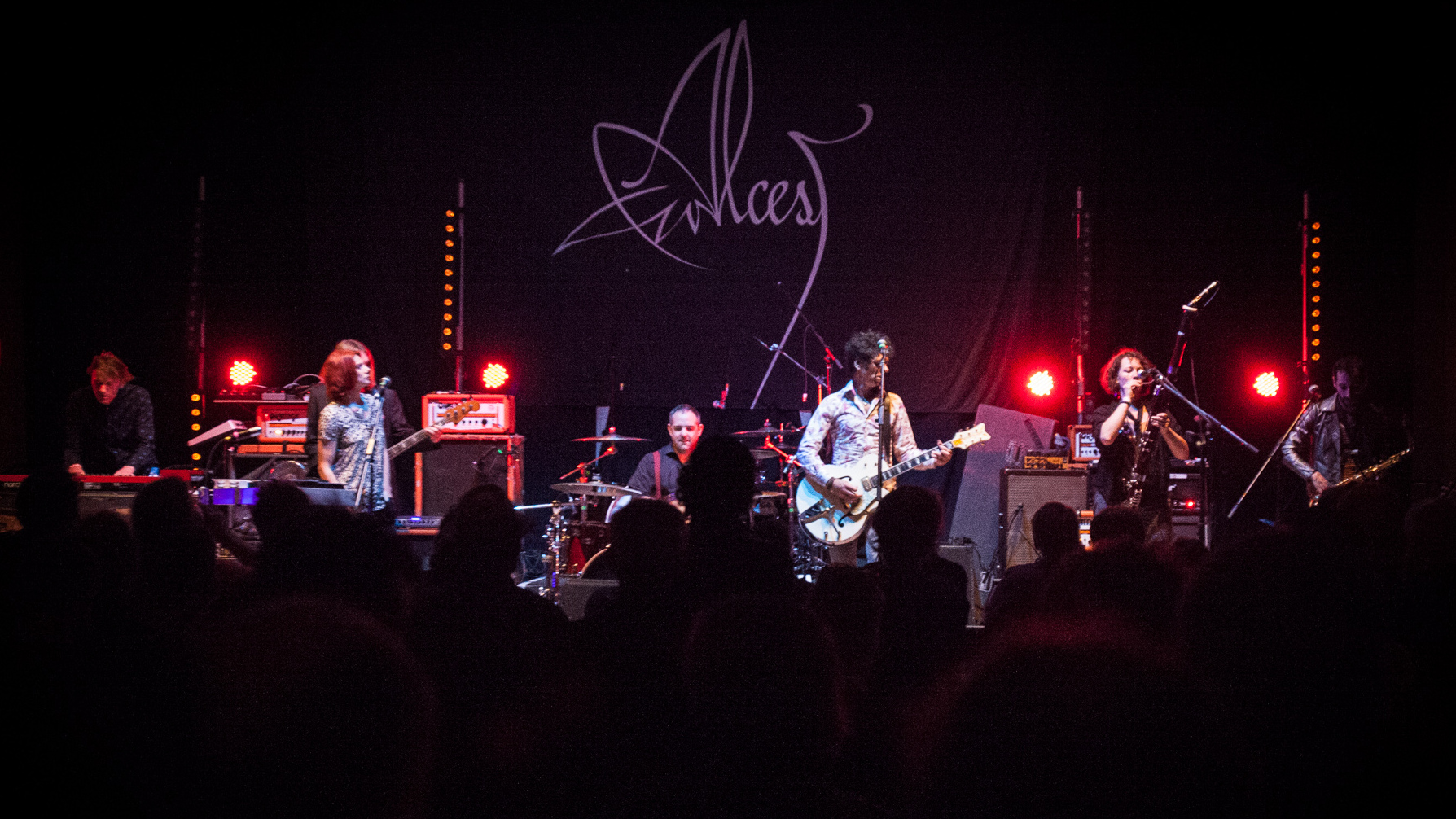
Band Knifeworld (2015)

Knifeworld ist eine Psychedelic-Rock-Band aus England.

## Geschichte
Knifeworld wurde 2002 von Kavus Torabi als Soloprojekt gestartet und 2009 als eine vollwertige Band gegründet.
Nachdem Torabis vorherige Band Cardiacs 2008 aufgrund einer Erkrankung von Tim Smith ihre Aktivitäten einstellte, konzentrierte er sich auf sein Soloprojekt Knifeworld.
Am 17. August 2009 erschien das Debütalbum Buried Alone – Tales of Crushing Defeat auf Torabis Believers-Roast-Label (über Genepool Records), auf welchem Torabi praktisch alle Instrumente selbst spielte. Es folgte die Single Pissed Up On Brake Fluid als reine Download-Version.
Im Sommer 2009 bildete Torabi eine Live-Formation, geführt von ihm selbst als Sänger und Gitarrist sowie Melanie Woods (Gesang), Khyam Allami (Schlagzeug), Craig Fortnam (Bass), Emmett Elvin (Keyboard) und Chloe Herington (Gesang). Das Debütkonzert fand am 18. August 2009 in London statt.
Kurz nach diesem Liveauftritt entschied sich Torabi, diese Bandmitglieder als die Knifeworld Band zu etablieren.
Im Winter 2010 begann Knifeworld mit Studioaufnahmen und im Dezember des gleichen Jahres erschien das Album Leader of the Starry Skies: A Tribute To Tim Smith, Songbook 1 mit einer Coverversion des Liedes The Stench of Honey der Cardiacs.
Im Juli 2011 erschien das Album Dear Lord, No Deal. Kurz darauf verließen Allami und Fortnam die Band und wurden durch Ben Woollacott (Schlagzeug) und Charlie Cawood (Bass) ersetzt.
2012 erschien die EP Clairvoyant Fortnight sowie ein zugehöriges Video. Kurz darauf stießen die Saxophonisten Josh Perl und Nicki Maher zur Band.
Im September erschien die Download-Single Don't Land On Me mit der Gastsängerin Chantal Brown von „Do Me Bad Things“.
Anfang 2014 unterschrieb Knifeworld einen Vertrag beim Label InsideOut Music und veröffentlichten das zweite Album The Unravelling im Juli des gleichen Jahres. Nicki Maher verließ die Band und wurde durch den Saxophonisten Oliver Sellwood ersetzt.
Im Juli 2016 spielt Knifeworld auf dem Night of the Prog Festival auf der Loreley in Deutschland.

## Diskografie

### Alben
- 2009: Buried Alone – Tales of Crushing Defeat (Believers Roast)
- 2014: The Unravelling (InsideOut Music)
- 2016: Bottled out of Eden (InsideOut Music)

### Singles und EPs
- 2009: Pissed Up On Brake Fluid / Happy Half-Life, Dear Friend (Believers Roast)
- 2011: Dear Lord, No Deal (Believers Roast)
- 2012: Clairvoyant Fortnight (Believers Roast)
- 2013: Don't Land On Me (Believers Roast)